# Fatbursparken

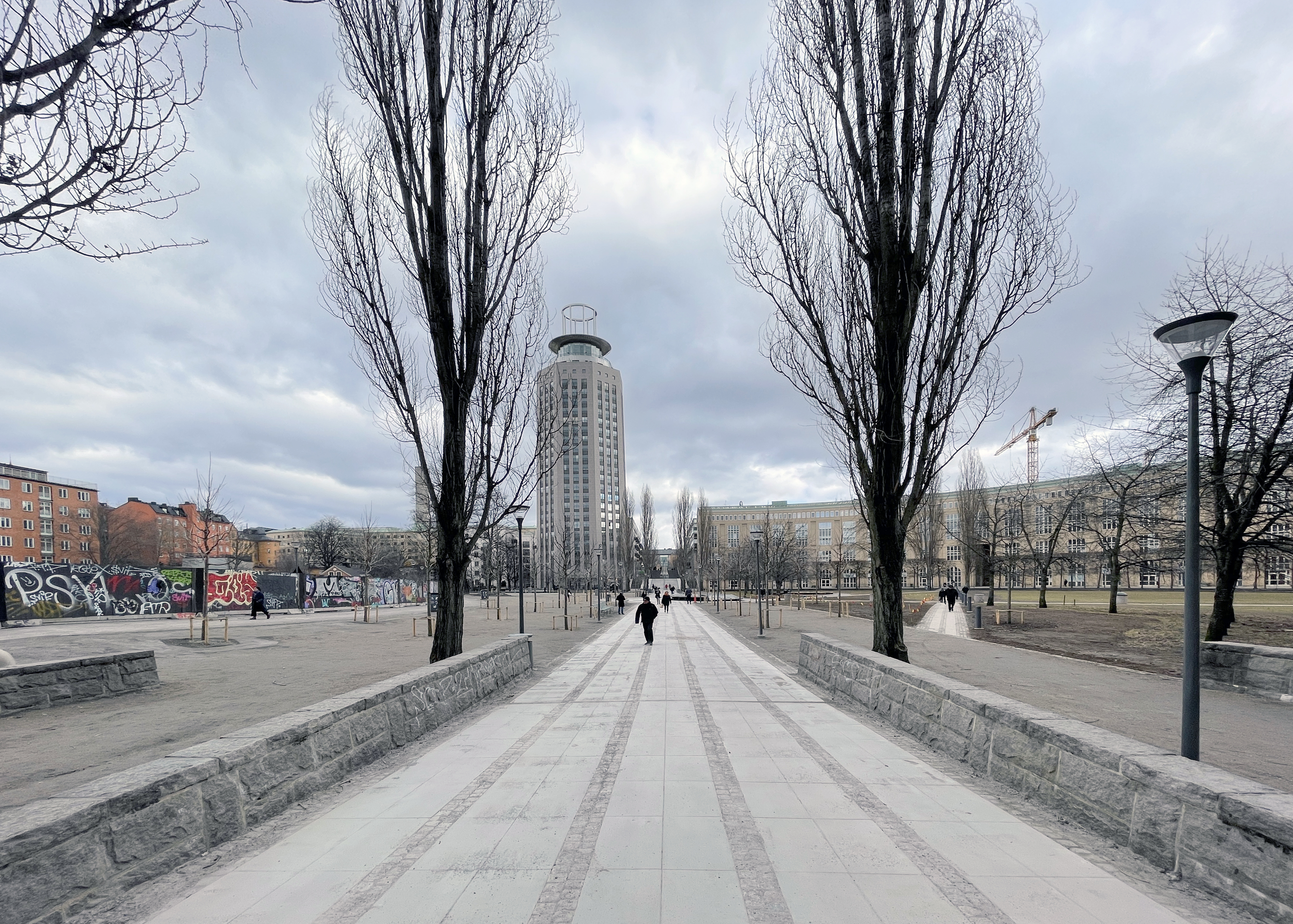
Fatbursparken i våren 2021

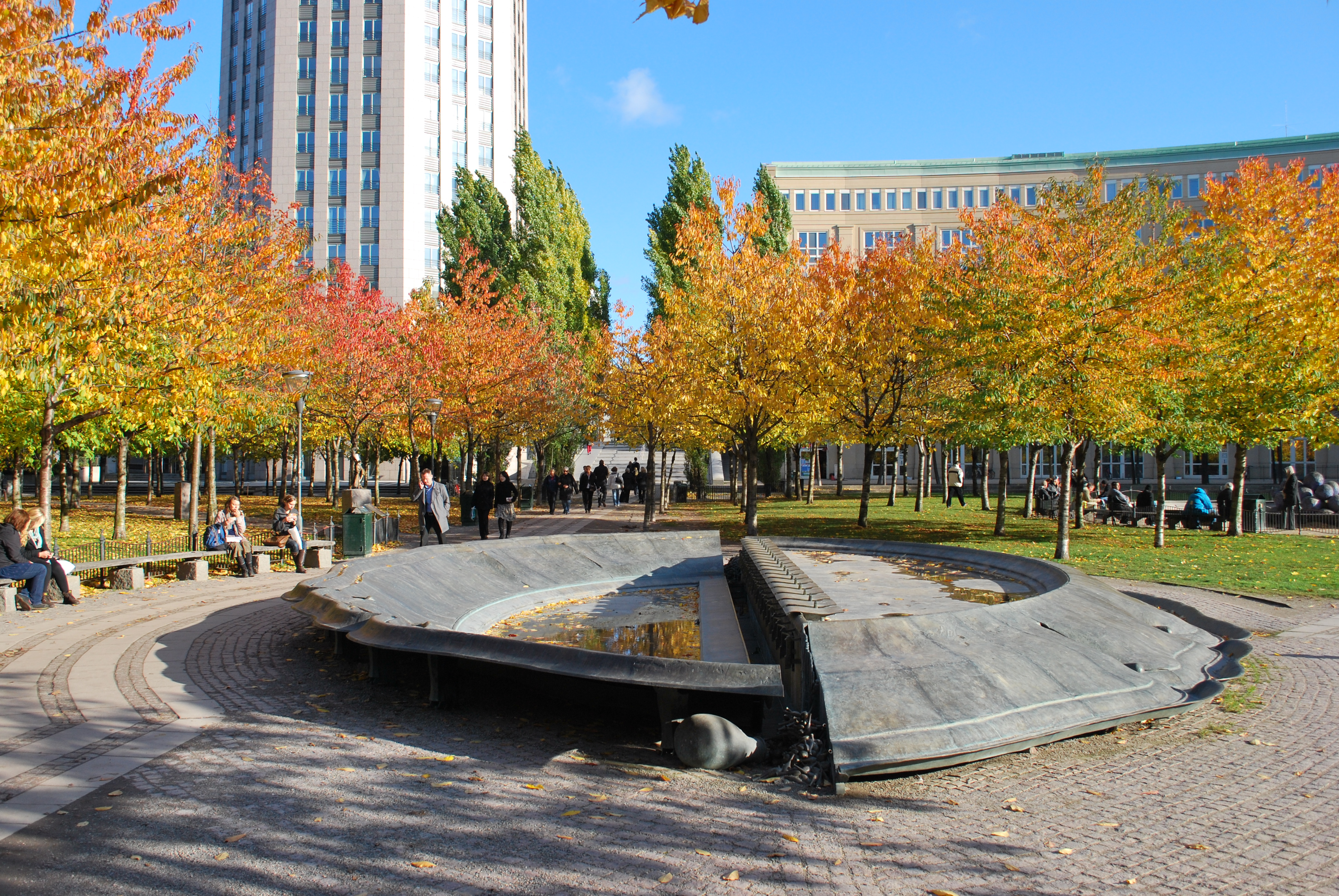
"Afrodites brunn" i Fatbursparken, 2008.

Fatbursparken är en park på Södermalm i Stockholm som ligger på Södra stationsområdet strax väster om Medborgarplatsen. Parken anlades mellan 1991 och 1998.

## Historik
Fram till 1800-talet fanns här den lilla sjön Fatburen. Därefter låg Södra Stations godsbangård och station på platsen. 1980 avvecklades godsbangården och området bebyggdes med nya bostäder och Stockholms södra station förlades under den nya bebyggelsen.
Ett av de nya bostadshusen blev den halvcirkelformade Bofills båge (invigd 1992) och framför "Bågens" norrsida anlades den nästan cirkelrunda Fatbursparken. Parkens utformning var föremål för en arkitekttävling som vanns av White arkitekter med sitt förslag "Apollon & Dionysos". I parkens centrum planerades ursprungligen en liten vattenanläggning som skulle påminna om sjön Fatburen. Planen ändrades dock och det blev fontänskulpturen Afrodites brunn istället. Fontänen blev en del av konsttemat. 
Genom parken leder i ost-västritning gång och cykelvägen "Bangårdsgången" samt ett diagonalt parkstråk. Intill parkens nordöstra kant reser sig bostadshuset Söder torn. I samband med Citybanans överdäckning 2009-2015 planeras en upprustning och utökning av Fatbursparken, bland annat kommer en större lekyta för barn att inrättas.

## Konstnärlig utsmyckning
Parkens konstnärliga utsmyckning räknas till Stockholms största konstprojekt under 1990-talet. I parkens centrum finns fontänskulpturen Afrodites brunn av Roland Haeberlein. Han stod även för ytterligare ett tiotal konstverk i parken (se Lista över offentlig konst på Södermalm i Stockholm). I parken märks även Bengt Nylunds lekskulptur Druvklase och i "Bågens" portaler finns Commedianterna av Peter Linde och Daphne och Olle av Aline Magnusson.  Bengt Nylunds lekskulptur var dock av trä och fick tas bort vid parkens förnyelse. "Daphne och Olle" av Aline Magnusson och Commedianterna av Peter Linde ägs av bostadsrättsföreningen och är inte en del av parkens tema.

## Parkens konst (urval)

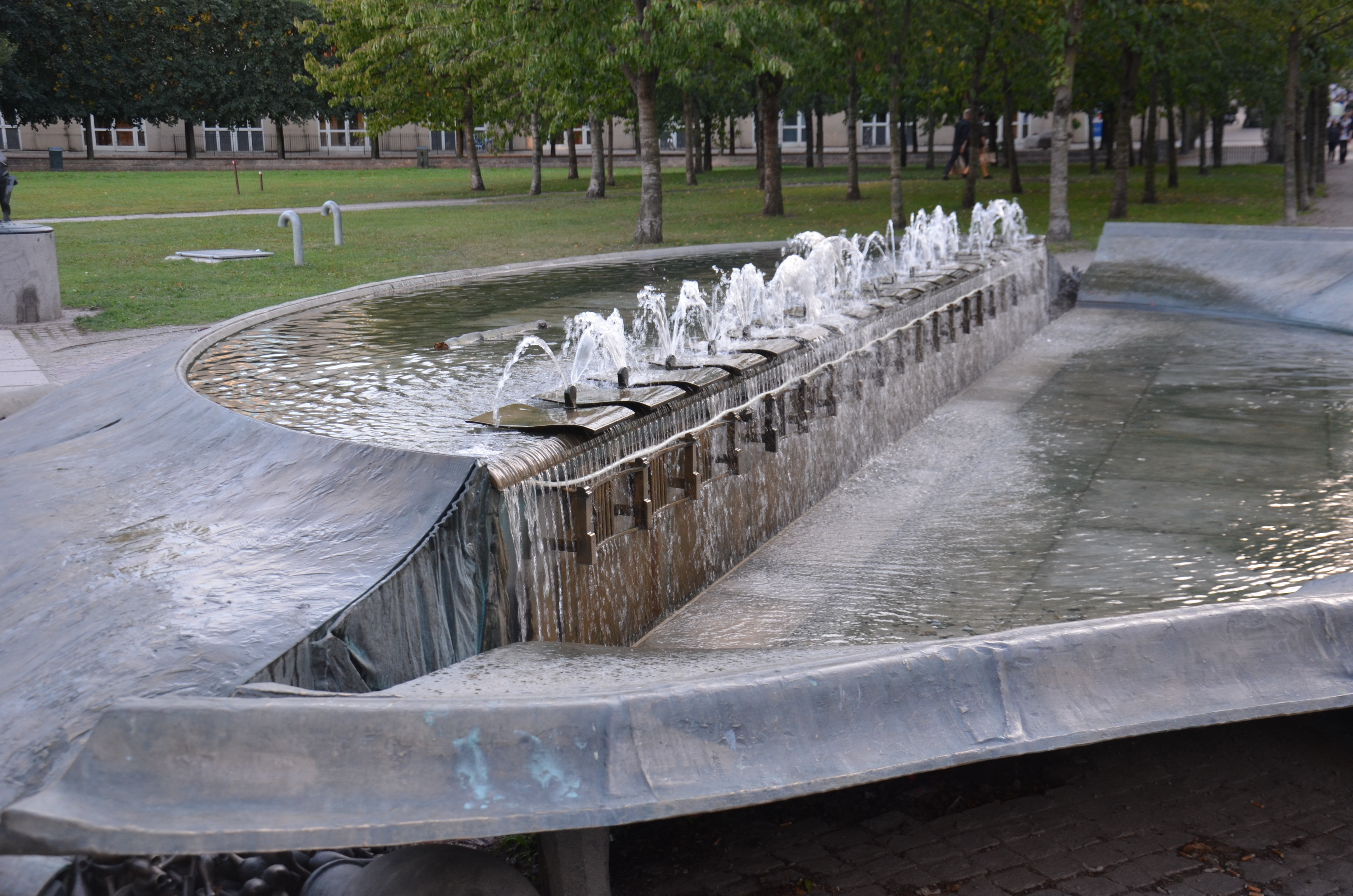
"Afrodites brunn" av Roland Haeberlein
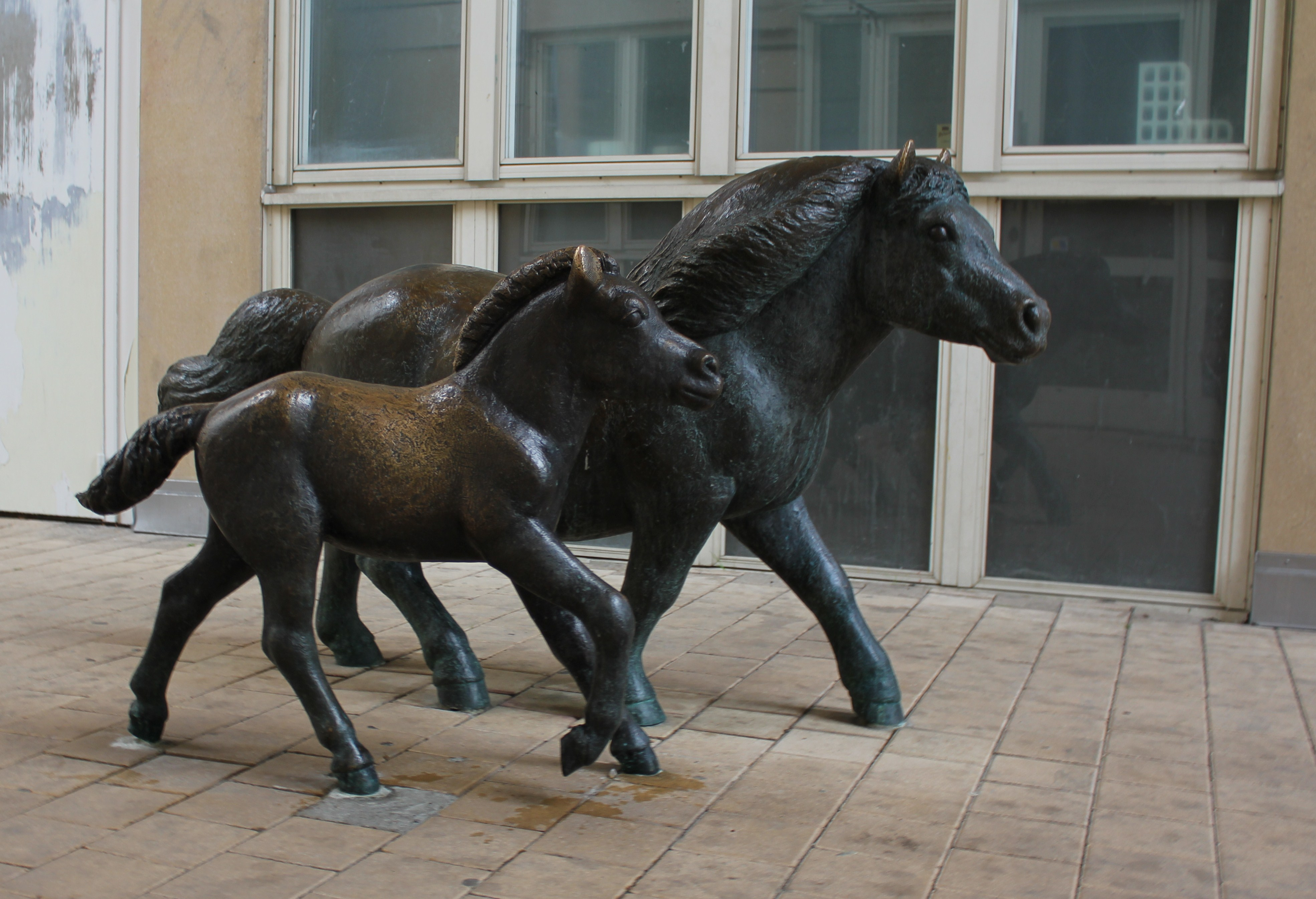
"Daphne och Olle" av Aline Magnusson
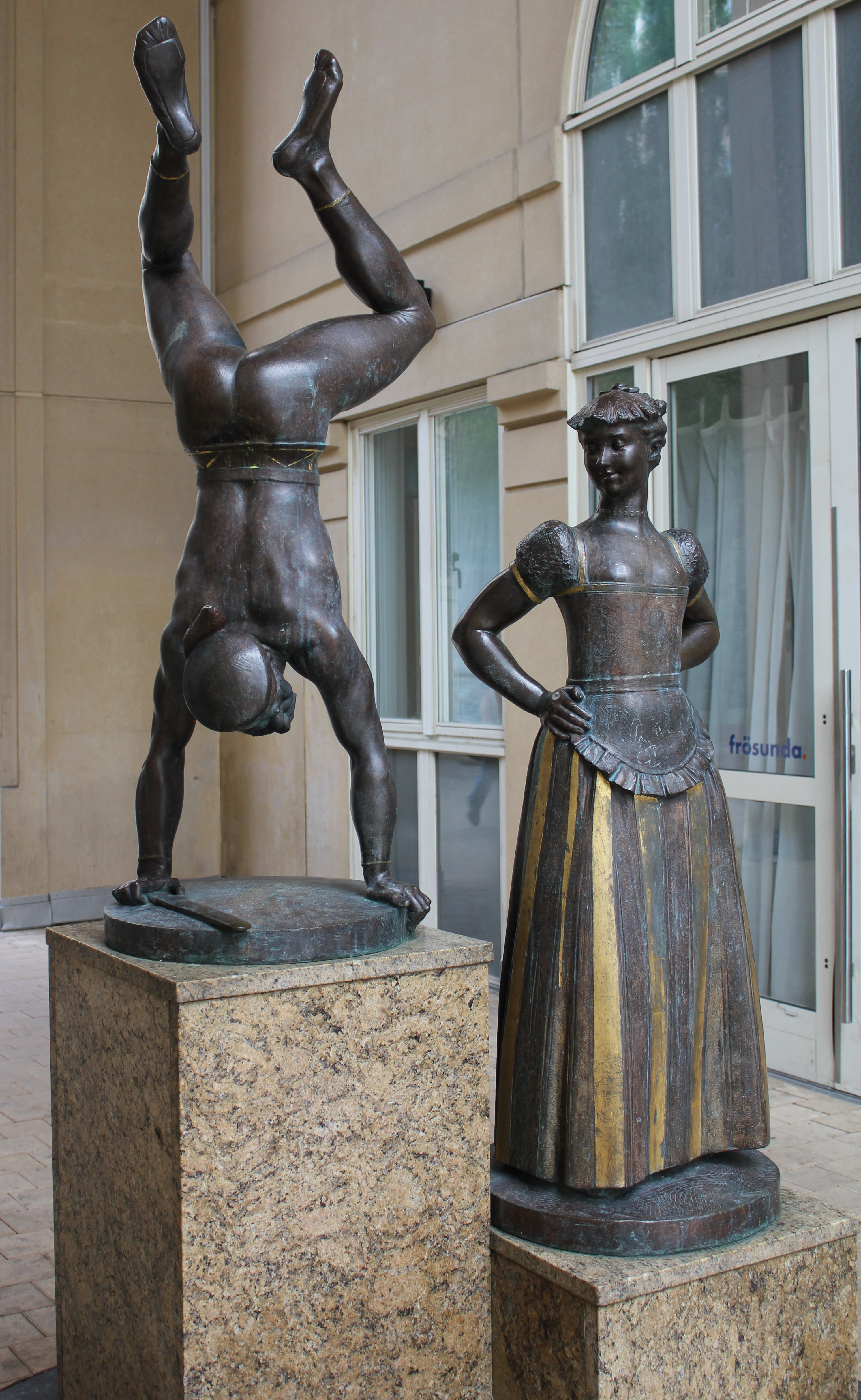
"Commedianterna" av Peter Linde